# Piz Languard
Der Piz Languard ([ˌpitslɐŋˈgʊ̯art]ⓘ) ist eine Bergspitze östlich von Pontresina im Engadin im Kanton Graubünden in der Schweiz. Der Gipfel erreicht eine Höhe von 3261,86 m ü. M. Auf dem Piz Languard befindet sich ein Vermessungspunkt der Landestriangulation 2. Ordnung (1903). Der Name leitet sich vom Personennamen Landward ab.

## Lage und Umgebung

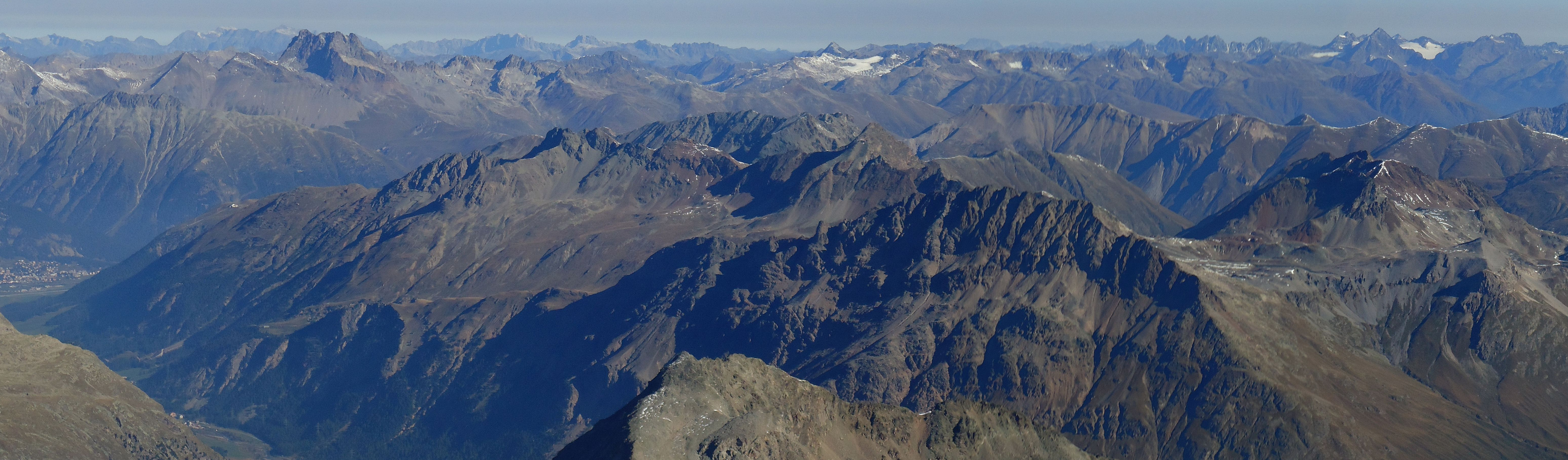
Umgebung vom Piz Languard. v. l. n. r. Muottas Muragl, Munt da la Bês-cha, Las Sours, Piz Muragl, Piz Clüx, Piz Vadret, Piz Languard, Piz Albris, Munt Olivet, Piz Prüna, Piz Pischa und Piz dal Fain.

Die Piz Languard-Gruppe gehört zu den Livigno-Alpen. Über den Gipfel verläuft die Gemeindegrenze zwischen Pontresina und La Punt Chamues-ch.
300 Meter südlich des Piz Languard befindet sich der Languard Pitschen (3123 m). Zweieinhalb Kilometer weiter südlich erhebt sich der Piz Albris (3165 m), getrennt durch die Fuorcla Pischa (2847 m). Nordwestlich des Piz Languard schliesst der Piz Clüx (3130 m) an, wo sich der Grat in zwei Ketten teilt. Eine Kette besteht aus Piz Muragl (3157 m), Las Sours und reicht bis zum Munt da la Bês-cha (2647 m) mit der Segantinihütte. Die zweite Kette setzt sich über Piz Vadret (3199 m), Piz Uter und Munt Gravatscha nach Norden fort. Im Osten des Piz Languard befinden sich der Piz Prüna (3146 m), der Piz Pischa (3138 m) sowie der Piz dal Fain (2907 m). Im Südwesten fällt der Berg steil ins Val Bernina nach Pontresina ab. Im Norden und Osten liegt das Val Prüna, ein Seitenarm des Val Chamuera.
Talort ist Pontresina, häufiger Ausgangspunkt die Bergstation Alp Languard.
Vom Piz Languard sieht man bis zu 257 Kilometer weit zu einem Punkt (45° 15′ 40,6″ N, 7° 7′ 57,2″ O) in der Nähe der Croce Rossa (3546 m) auf der Grenze zwischen dem italienischen Piemont und der französischen Region Auvergne-Rhône-Alpes.

## Vermessungspunkt

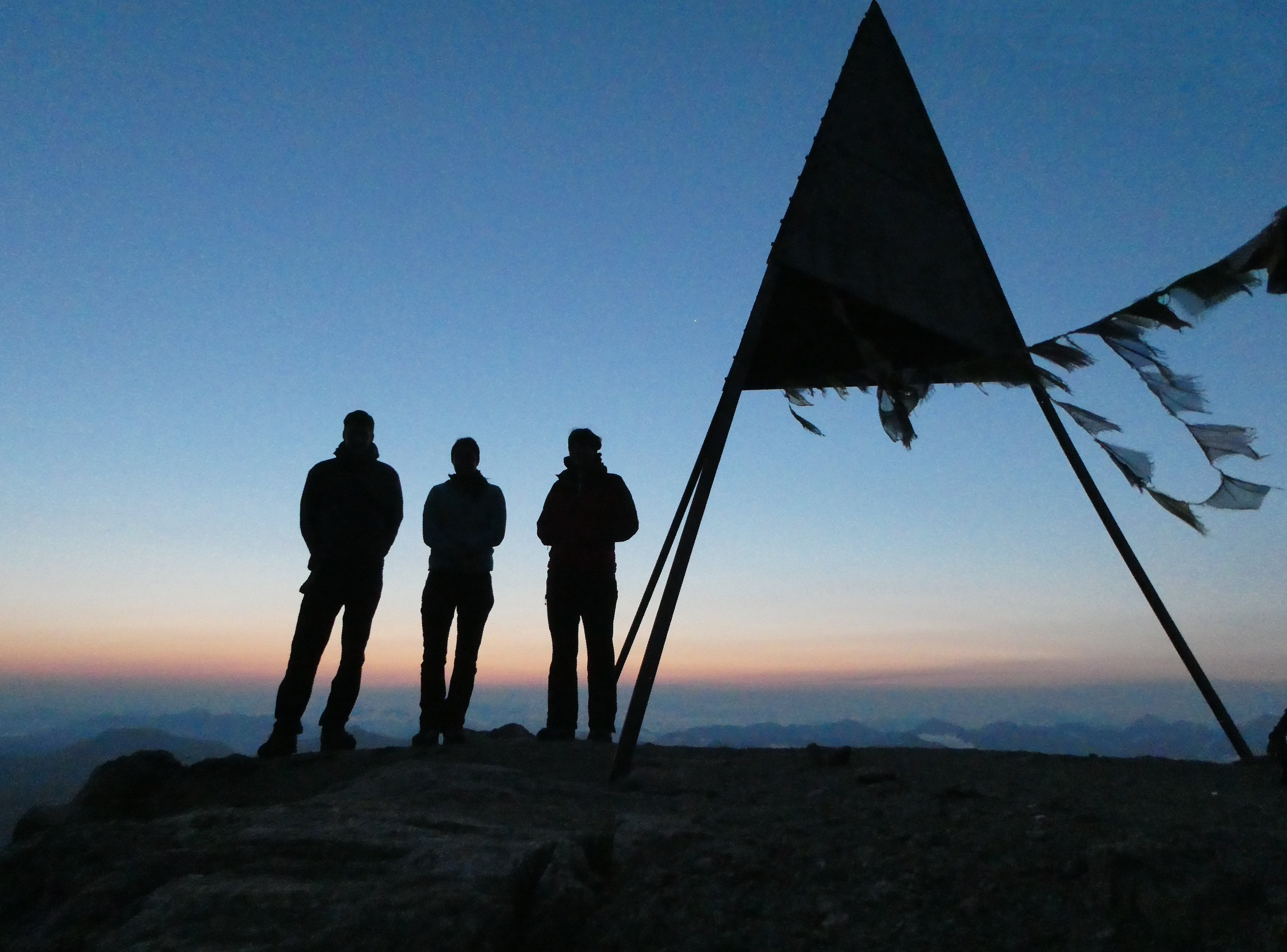
Pyramide zur Landesvermessung auf dem Piz Languard.

Auf dem Piz Languard befindet sich eine Pyramide, die zentrisch über dem Vermessungszeichen (Eisendorn) steht und der Signalisation dieses Messpunktes dient, der als Anschlusspunkt für die trigonometrische Positionsbestimmung dient. Die Landesvermessung von 1903 (LV03) dient als offizielle Grundlage für die Vermessungsarbeiten in der Schweiz. Die Punktbestimmung beruht auf der Methode der Triangulation, bei welcher zwischen benachbarten Punkten Richtungen, Höhenwinkel und später auch Distanzen gemessen wurden.

### Geschichtlicher Hintergrund
Auf dem Piz Languard wurde 1847 ein Signal errichtet. Als Hauptpunkt des primären Netzes der Südostschweiz wurde 1884 der heute noch existierende Zentrumsdorn gesetzt und zentrisch darüber eine Pyramide aufgestellt. 1895 wurde ein Dienstbarkeitsvertrag zwischen dem Eidgenössischen topographischen Büro und der Gemeinde Pontresina abgeschlossen. Die offizielle Landesvermessung LV03 wurde 1903 eingeführt. 1915 fanden anlässlich der Erstellung der Triangulationsnetze 2. und 3. Ordnung eine Revision der Punktanlage und Messungen statt. Ab 1965 wurde das Landestriangulationsnetz mit elektrooptischen Distanzmessungen ergänzt. 1994 gab es Anschlussmessungen an die neue satellitengestützte Landesvermessung 1995 (LV95). Die gesamte Pyramide wurde 1997 einer Totalrevision unterzogen und die Punktanlage kontrolliert.

## Gebäude auf dem Piz Languard

### Georgys Hütte
87 Höhenmeter unterhalb des Gipfels auf dem Südgrat des Piz Languard befindet sich auf 3175 m ü. M. die Georgys Hütte, die höchstgelegene Berghütte des Kantons Graubünden. Die Hütte besitzt eine grosse Terrasse, einen Esssaal und ein Lager für 24 Personen. Benannt wurde die Hütte nach dem Leipziger Maler Wilhelm Georgy (* 1819; † 1887), der zusammen mit dem Kunstmaler Emil Rittmeyer mit der Bebilderung der naturkundlichen Publikation Das Tierleben der Alpen von Friedrich Tschudi beauftragt wurde. Georgy hielt sich oft in höheren, abgeschiedenen Regionen auf, so zum Beispiel in der Hütte auf dem Piz Languard, wo er die Natur bei verschiedensten Witterungsverhältnissen kennenlernte und Studien anfertigte. Das grosse Ölbild Bernina-Gruppe mit Gemsen vom Piz Languard aus ist das Resultat eines sorgfältigen Studiums von Tier und Natur in der Umgebung der Georgys Hütte.

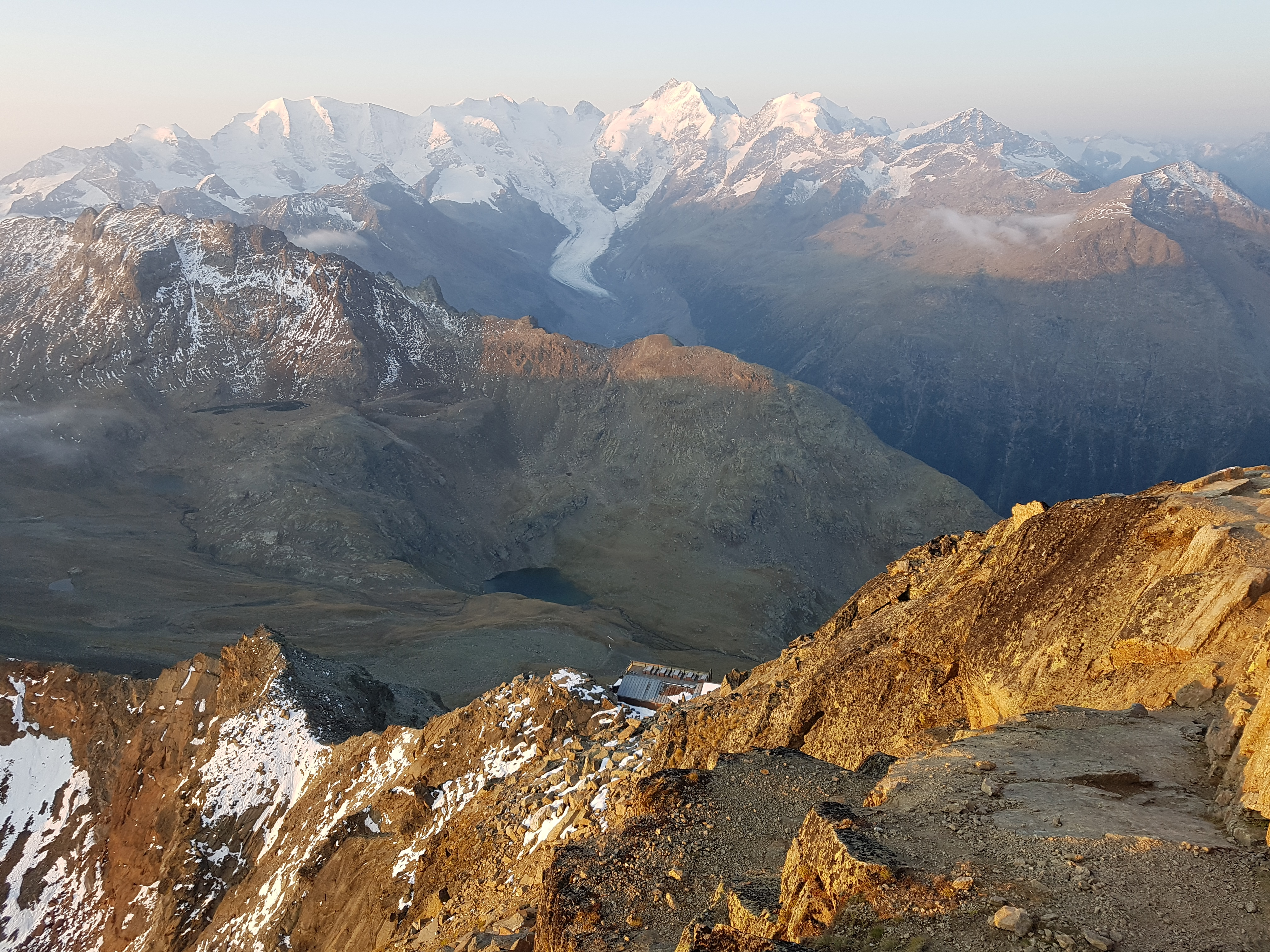
Der Blick vom Piz Languard zur Berninagruppe, unten die Georgys Hütte.
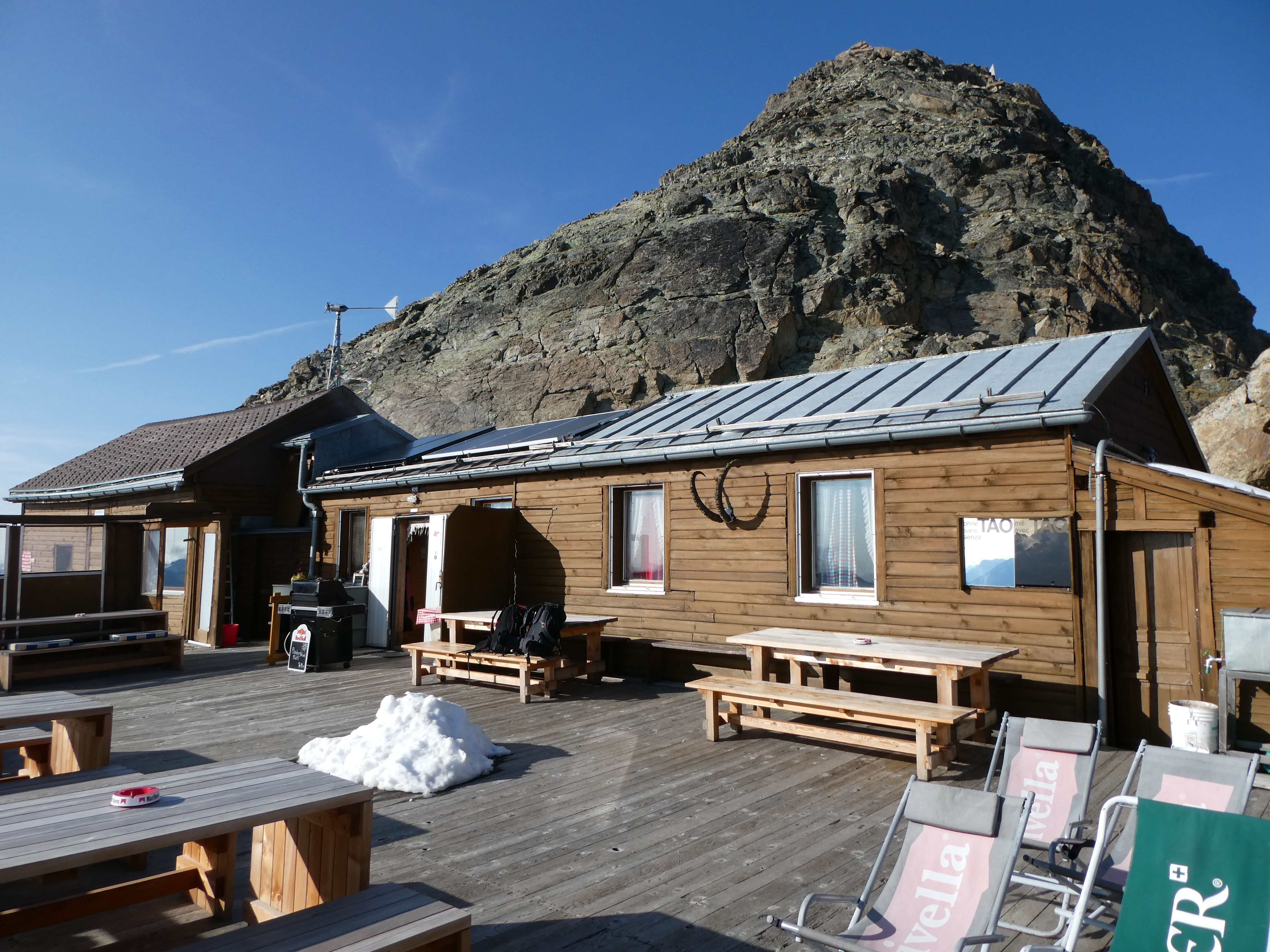
Die Georgys Hütte, im Hintergrund der Piz Languard.
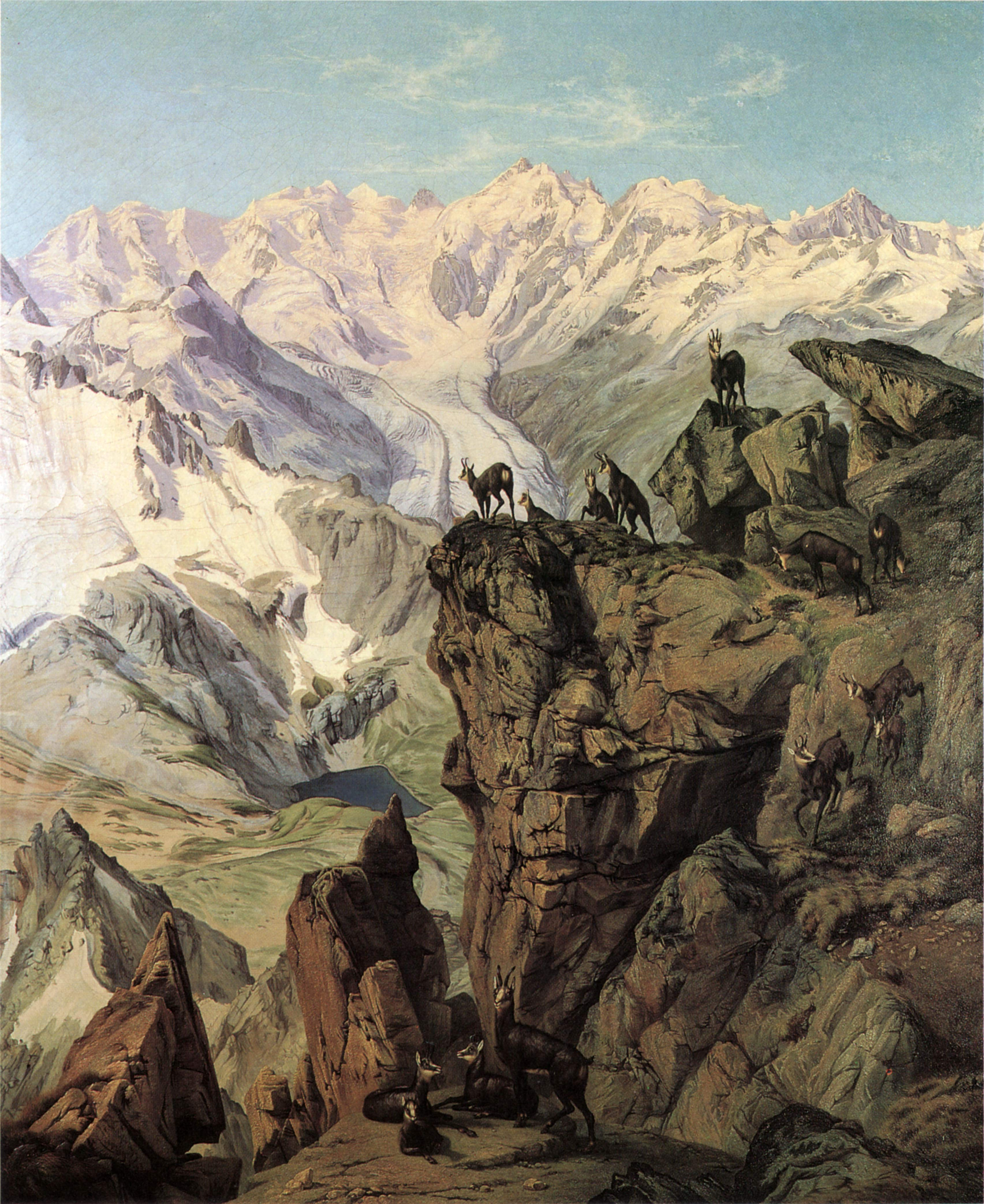
Wilhelm Georgy: Bernina-Gruppe mit Gemsen vom Piz Languard.
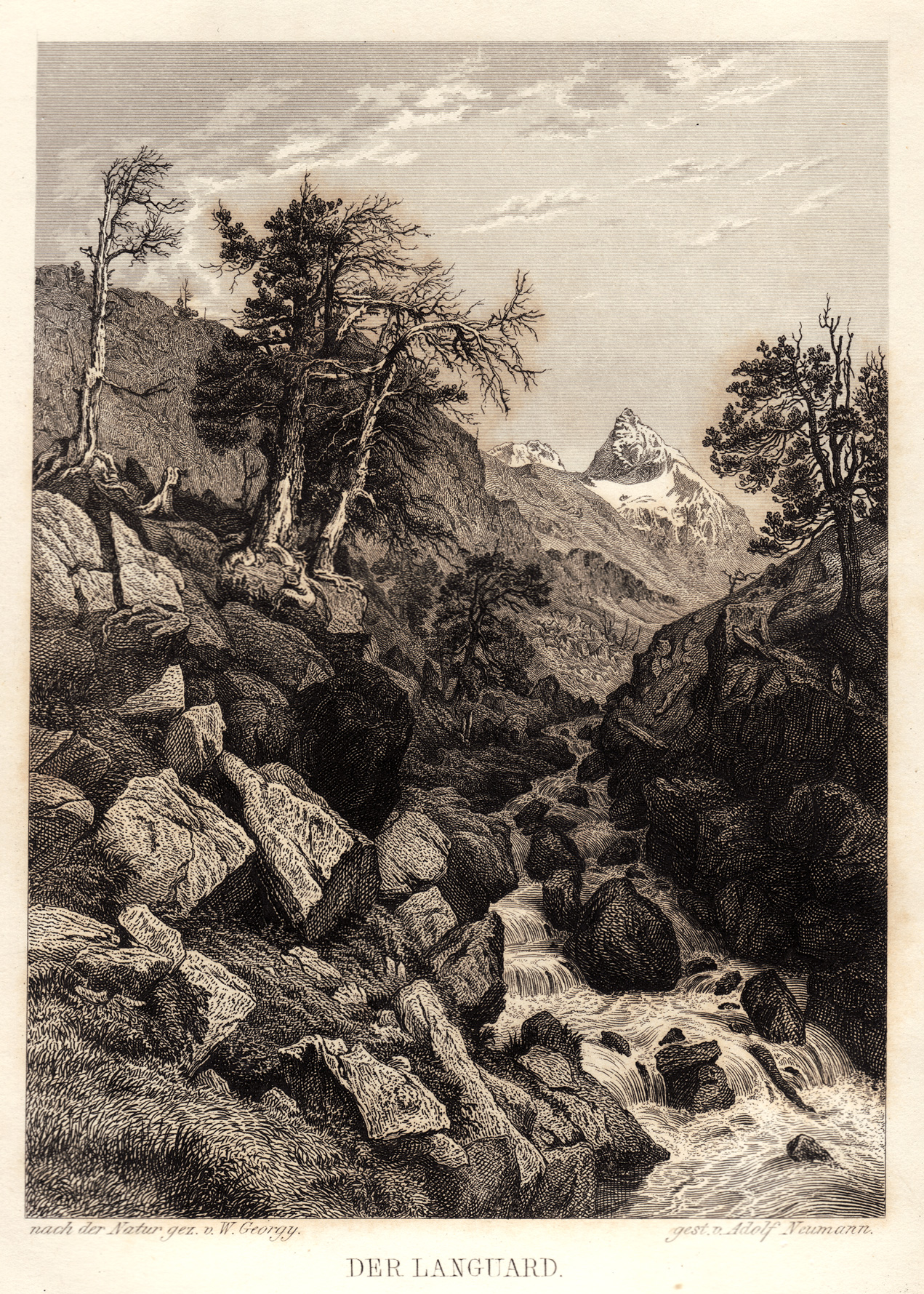
Wilhelm Georgy: Der Languard.

### Ehemaliges Restaurant
Zuoberst auf dem Piz Languard befand sich um 1900 ein Restaurant.

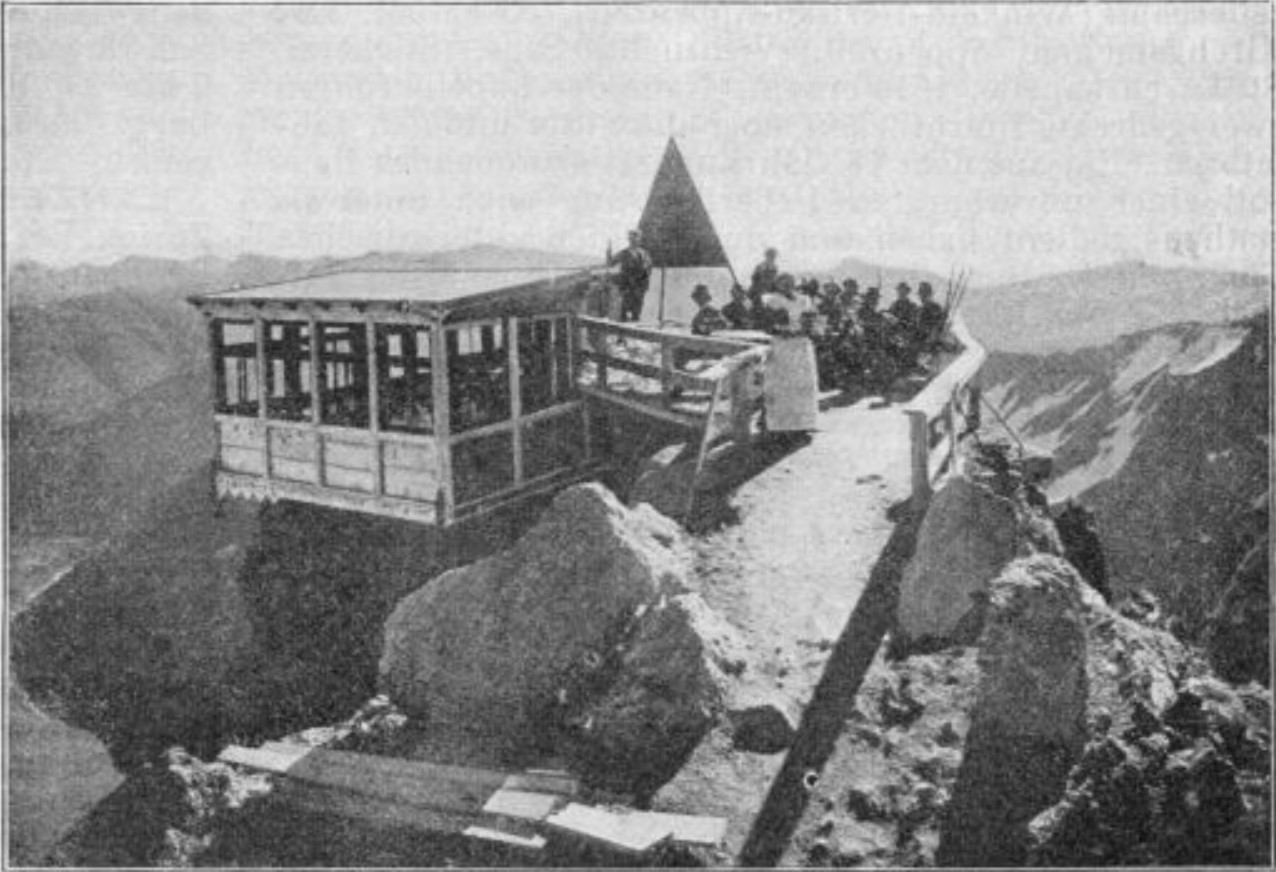
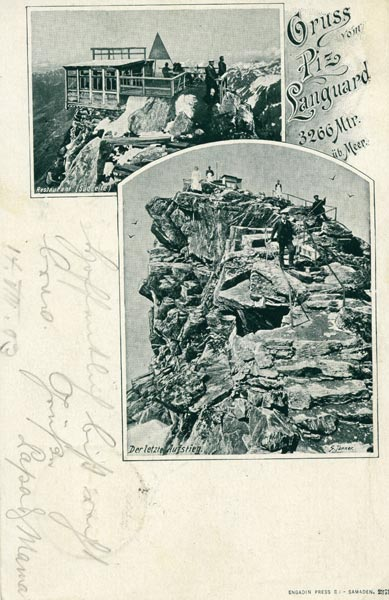
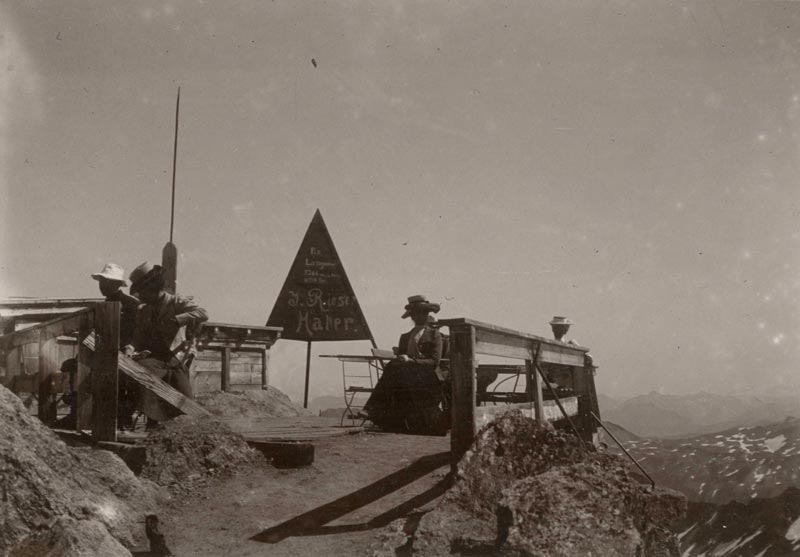
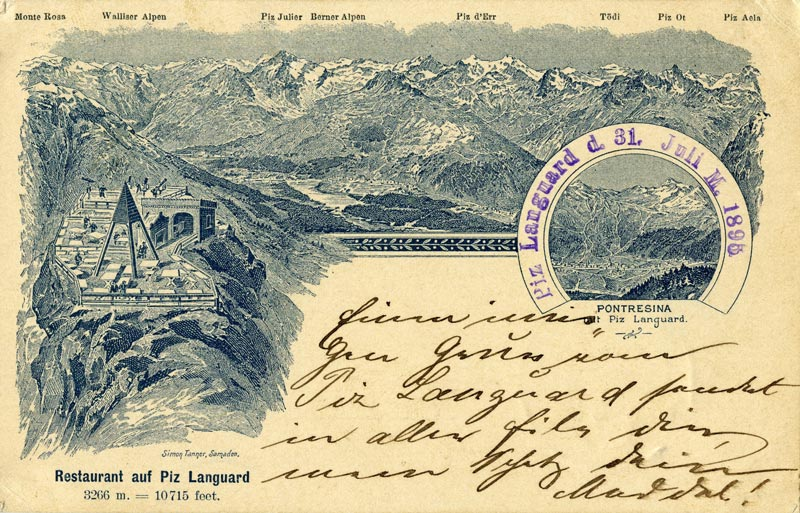
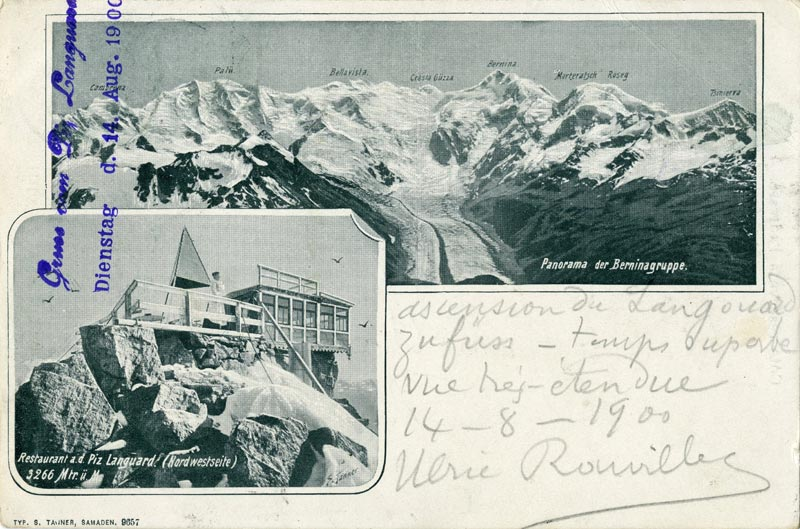

## Sonnenaufgang und Sonnenuntergang

Sonnenaufgang auf dem Piz Languard.

Die Aussicht auf dem Piz Languard ist umfassend und reicht von den Walliser Alpen im Westen bis weit in die Ostalpen. Beim Start von der Georgys Hütte ist der Aufstieg kurz und leicht. Deshalb wird der Piz Languard oft bereits am frühen Morgen mit Stirnlampen bestiegen, um bei Sonnenaufgang auf dem Gipfel zu sein. Ebenso wird häufig der Sonnenuntergang auf dem Piz Languard bewundert und der Rückweg in der Dämmerung unternommen.

## Routen zum Gipfel
Der Berg ist bei Wanderern beliebt und kann auf einem Weg bestiegen werden. Ein Sessellift führt von Pontresina auf die Alp Languard auf 2325 m ü. M., von wo aus man durchs Val Languard zur Hütte hochsteigen kann.

### Über den Südgrat
Der gewöhnliche Aufstieg führt über den Südgrat:
- Ausgangspunkt: Pontresina (1805 m), Alp Languard (2325 m), Muottas Muragl (2454 m), Bernina Suot (2045 m) oder La Punt Chamues-ch (1708 m)
- Via: Plaun da l’Esen, Georgys Hütte

1. Von Pontresina oder Alp Languard direkt zum Plaun da l’Esen
2. Von Muottas Muragl via Segantinihütte (2732 m) zum Plaun da l’Esen
3. Von Bernina Suot via Plaun Graund, Val Pischa, Fuorcla Pischa (2847 m) zum Plaun da l’Esen
4. Von La Punt Chamues-ch via Val Chamuera, Val Prüna, Fuorcla Prüna (2835 m), Fuorcla Pischa (2847 m) zum Plaun da l’Esen

- Schwierigkeit: EB, als Wanderweg weiss-rot-weiss markiert
- Zeitaufwand:

1. 4 Stunden von Pontresina oder 2½ Stunden von der Alp Languard
2. 4 Stunden von Muottas Muragl
3. 5 Stunden von Bernina Suot
4. 7 Stunden von La Punt Chamues-ch

### Von Pontresina über den Nordwestgrat
- Ausgangspunkt: Pontresina (1805 m) oder Alp Languard (2325 m)
- Via: Fuorcla Clüx (2994 m)
- Schwierigkeit: WS
- Zeitaufwand: 5 Stunden von Pontresina, 3½ Stunden von Alp Languard

### Über Fuorcla Muragl und den Nordwestgrat
- Ausgangspunkt: Punt Muragl (1738 m), Muottas Muragl (2454 m) oder La Punt Chamues-ch (1708 m)
- Via: Fuorcla Muragl (2891 m), Ostflanke des Piz Clüx, Fuorcla Clüx (2994 m), Nordwestgrat

1. Von Punt Muragl via Alp Muragl, Margun, Lej Muragl zur Fuorcla Muragl
2. Von Muottas Muragl südlich an den Tschimas da Muottas vorbei, Lej Muragl zur Fuorcla Muragl
3. Von La Punt Chamues-ch via Acla Veglia, Serlas, Alp Prüna zur Fuorcla Muragl

- Schwierigkeit: WS, bis zur Fuorcla Muragl EB und als Wanderweg weiss-rot-weiss markiert
- Zeitaufwand (2½ Stunden von der Fuorcla Muragl):

1. 6 Stunden von Punt Muragl
2. 4 Stunden von Muottas Muragl
3. 6½ Stunden von La Punt Chamues-ch

### Über die Nordostrippe
- Ausgangspunkt: La Punt Chamues-ch (1708 m)
- Via: Acla Veglia, Serlas, Alp Prüna
- Schwierigkeit: ZS
- Zeitaufwand: 6 Stunden

### Über den Ostgrat
- Ausgangspunkt: La Punt Chamues-ch (1708 m)
- Via: Acla Veglia, Serlas, Alp Prüna
- Schwierigkeit: S, III+
- Zeitaufwand: 7 Stunden

## Bilder

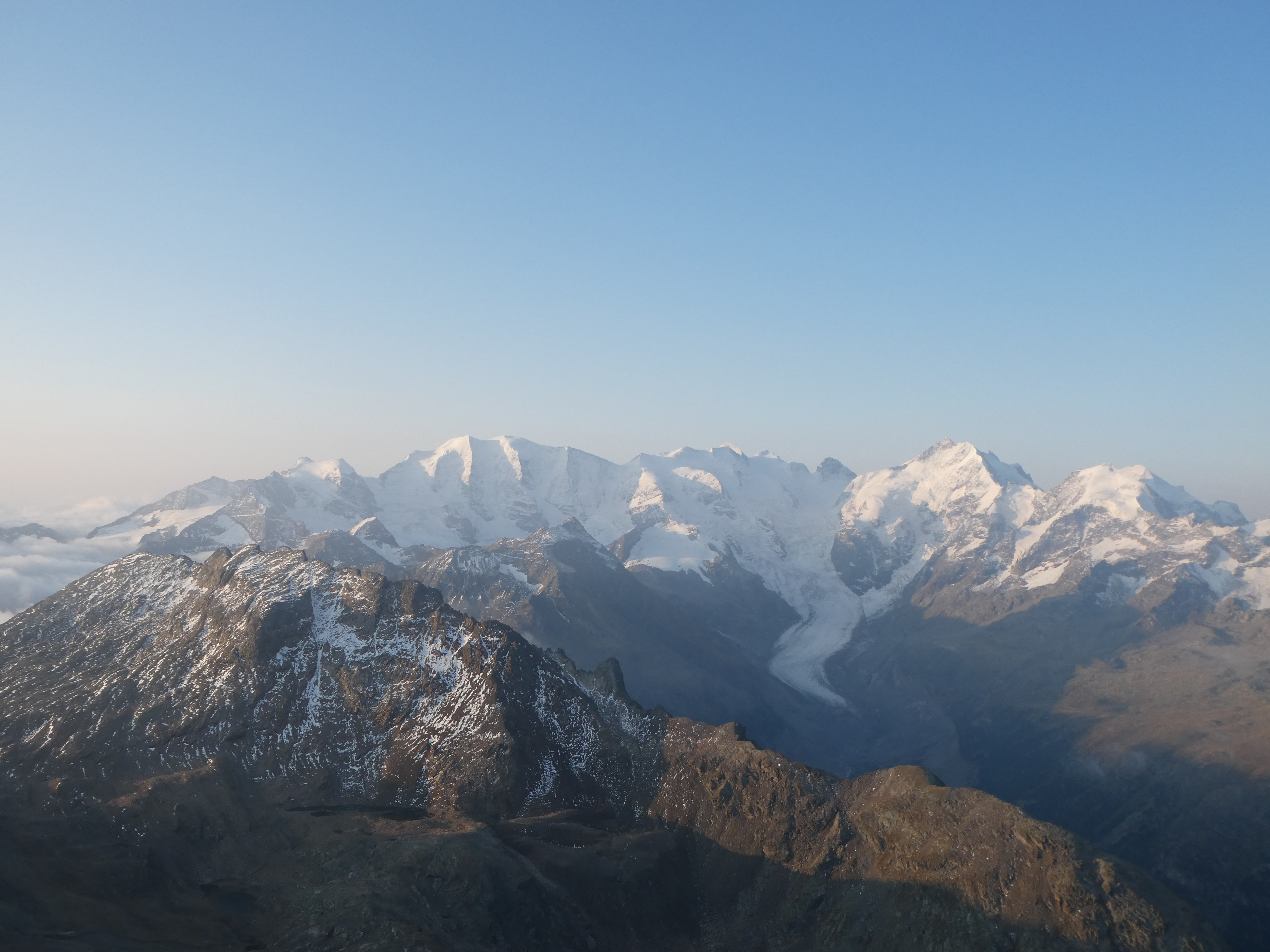
Blick nach Süden zur Berninagruppe mit (v. l. n. r.) Piz Cambrena, Piz Palü, Bellavista, Piz Zupò, Piz Argient, Crast’ Agüzza, Piz Bernina, Piz Scerscen und Piz Morteratsch. Vor dem Gebirgszug der Morteratschgletscher, ganz vorne links der Piz Albris.
Der Piz Languard (unter dem Flügel) auf einem Luftbild von 1919.
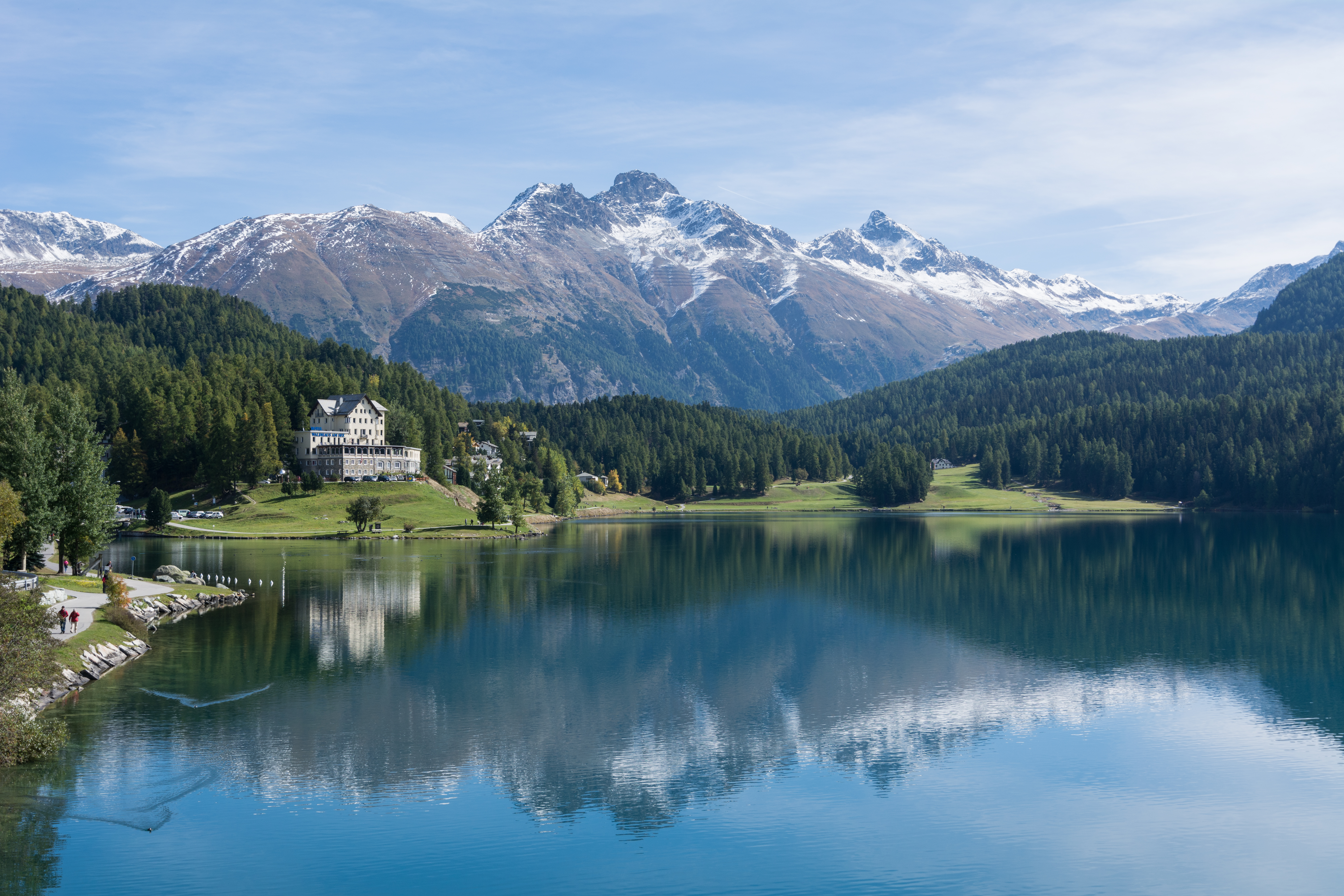
St. Moritzersee, im Hintergrund (v. l. n. r.) Munt da la Bês-cha, Las Sours, Piz Muragl und Piz Languard.